# Juan Manuel Laguardia
Juan Manuel Laguardia (Cádiz, España, 1 de enero de 1946), más conocido como El Sargento Fullchola, es un actor, locutor y productor radial.

## Biografía
Juan Manuel Laguardia llegó a Caracas, Venezuela, con sus padres a la edad de dos años. Perteneció a los Salesianos de Don Bosco, donde se formó como seminarista con el propósito de ordenarse sacerdote; sin embargo, el Padre Fontana lo disuadió de que continuara con su formación clerical, pues no lo sentía preparado para seguir este camino.
A los 18 años encontró en el mundo de la radio su verdadera vocación. Su nombre artístico: El Sargento Fullchola, lo obtuvo durante su trabajo como reportero del tráfico desde la avioneta Tango Tango Fox de Radio Caracas Radio, siendo uno de los primeros en la transmisión de boletines de tránsito desde el aire.
Posteriormente Fullchola se situó en lo alto de la Torre Oeste de Parque Central, desde donde transmitía su programa “El Nido del Halcón”. Adicionalmente, El Sargento Fullchola ha trabajado en otras emisoras venezolanas como Radio Maracay 930 AM, Rumbera 104.5 FM y Onda, emisora perteneciente al Circuito Unión Radio en Caracas.
Participó  en La hora del Camaleón junto a sus compañeros Graterolacho, Lumute y Adelita. Este programa se transmitía a través de Radio Capital 710 AM y posteriormente pasaría a la televisión a través de Televen.
Actualmente, es director de la emisora Tiburón 94.9 FM en la ciudad de La Guaira, Estado Vargas y es conductor del programa radial matutino La Fiesta de Fullchola, transmitido a través de la emisora Fiesta 106.5 FM. Este programa de variedades alterna con boletines emitidos por el programa Traffic Center que reporta el estado del tráfico automotor en la ciudad de Caracas y cuenta, además, con invitados del mundo artístico venezolano. Una de las principales secciones del programa es un segmento de radionovela.

## Radionovelas
La radionovela se incluyó dentro de la programación de La Fiesta de Fullchola como un juego de actuación improvisada. Juan Manuel Laguardia funge siempre como el paciente e impostado narrador que corrige a los personajes, al tiempo que lleva el hilo argumental de cada capítulo. Algunas de las producciones han sido “Marucha y Mamerto” y “Maruta, la hija de Consuelo”
Otra radionovela fue La Buseta de Pablo Sueño, de corte cotidiano que narraba la historia de amor entre un conductor de una unidad de transporte público y una agente de tránsito. La historia se desarrollaba en cuarenta y cuatro episodios, escritos por los libretistas Manuel Salinas y Marianella Alonso, y con la participación de las actrices: Betty Hass, Ángela León Cervera, Odalis Rengifo y Mónica Aranguren, acompañadas de los actores Jesús Balbas, Juan Manuel Pirela, Rafael Osuna, Freddy Delgado y la participación especial de El Tigre Rafael Rivas, director y locutor de La Fiesta 106.5 FM.
Posteriormente, para el primer semestre del año 2011, salió al aire la radionovela El Tarantín de Las Mariño, historia inspirada en el Oriente venezolano, que narraba las aventuras de cuatro hermanas y de su madre, todas nativas de la Isla de Margarita El año 2011 finalizó con la producción Oficina 1065, una historia completamente alocada sobre las vicisitudes que suelen surgir en un ambiente laboral. Esta última radionovela contó con la participación de nuevos talentos, entre los cuales se incluyeron Virgilio Tirado, más conocido como Chusmita por su participación en el programa Contesta por Tío Simón de Simón Díaz, y Suki Landaeta.

## Programas de televisión
Además de su participación en dramáticos, formó parte del programa humorístico La Hora del Camaleón, conducido por Graterolacho y Lumute. Este espacio estuvo al aire durante tres años a través de las pantallas de Televen. Eventualmente se contaba con la presencia del compositor venezolano Aldemaro Romero, quien se hacía llamar en el programa Rueda Libre. 
Antes, en los años 80, fue anfitrión del programa de concursos La Gran Pirámide transmitido por Venezolana de Televisión.
En 1998 tiene su propio show de televisión llamado " El Show de Juan Manuel", el cual se transmitía de lunes a viernes entre las 12:00 m y la 1:00 p. m. por el desaparecido canal metropolitano ( CMT canal 51 UHF). Allí entrevisto a inmunerables personajes del momento así como candidatos presidenciales, personajes de la televisión, artistas reconocidos, etc. Este programa duro aproximadamente hasta finales de 1999. Uno de los personajes más recordados era la ranita "CROCO", quien hacía reír con sus ocurrencias dando así un toque gracioso al Show.
Posteriormente, en el año 2007 volvió a la televisión con su programa de variedades Aló Fullchola, una producción vespertina transmitida a través de la señal del Canal de Noticias, que se basaba en situaciones alocadas y humorísticas, llamadas al aire de los televidentes desde varias regiones del país e invitados de diversas áreas. Con más de sesenta transmisiones, esta producción se mantuvo al aire durante aproximadamente un año. 
Actualmente es embajador por la paz en la campaña producida por una Comisión Presidencial denominada «Desarma la Violencia, anótate a la paz», junto a otros talentos venezolanos como Mimí Lazo, Elba Escobar, el conductor de televisión Winston Vallenilla, Horacio Blanco, solista de la banda  Desorden Público, y la modelo Dayra Lambis, entre otras figuras.

## Participación en el cine venezolano
En el año 1982 participó en la película venezolana “Domingo de Resurrección”, escrita y dirigida por César Bolívar. Posteriormente perteneció al elenco de otras producciones venezolanas como Una noche oriental y Seguro está el Infierno, dirigida por José Alcalde en el año 1986 y protagonizada por América Alonso, también participaron en esta producción la actriz Gledys Ibarra y el cantante Oscar D'León.
En el año 2010 volvió a la gran pantalla con su personaje arquetípico de El Grillo. Esta vez forma parte del elenco de la nueva producción de César Bolívar “Muerte en Alto Contraste”, protagonizada por Erich Wildpret y Norelys Rodríguez.

## Producciones teatrales
Entre sus participaciones teatrales, se cuenta su actuación en la pieza Esperando al Zurdo, original de Clifford Odets; Locos de este mundo, La Firma y las producciones “Fullchola sin frenos” y Fullchola sin censura, ambas inspiradas en su programa radial La Fiesta de Fullchola y en la que Juan Manuel Laguardia interactúa con personajes memorables de su espacio, como la Señora Serbia, Carecorcho, Osa maraca, entre otros.